# Tari Lőrinc
Tari Lőrinc, Tar Lőrinc (1370 körül – 1426 után)  magyar nemes a Rátót nemzetség nógrád vármegyei ágából, Luxemburgi Zsigmond király kalandos életű lovagja, egy ideig pohárnokmestere volt, akit a király hűségéért különösképp kedvelt. Életútja bepillantást enged nemcsak a korabeli Magyarország társadalmi viszonyaiba és politikai küzdelmeibe, hanem a korabeli Európa nagyhatalmi politikájába, valamint vallási életébe is. A kor újonnan kialakult divatja szerint elzarándokolt Santiago de Compostelába, valamint Szent Patrik purgatóriumához. Ez utóbbi útjáról, és az ott átélt látomásairól készült beszámolója a középkori latin nyelvű magyar irodalom becses emléke.

## Életútja

### Felmenői
Apja Tari IV. László mester, nógrádi, hevesi ispán 1393-ban (1347-1395). Nagyapja Tari II. István (1347-1357). Dédapja I. László (1283-1325) szlavón bán (1297), királyi étekfogómester (1294), akinek felesége Kacsics nemzetségbeli Miklós ispán lánya volt. Ükapja Porch István mester (1265-1301), királynéi tárnok és lovászmester, trencséni ispán volt, 1327-ben már nem élt, felesége, Aglent, Zsámbéki Henard fia Miklós lánya volt.
Tari Lőrinc testvére, János (1368-1392, 1402-ben meghalt), akinek felesége pedig Domoszlói Zsófia volt. Tari Jánost 1400. január 19-én fej és jószágvesztésre ítélte Bebek Detre nádor, mivel Tari János utasítására 1396-ban két sági jobbágyot fogságra vetettek és csak kezességre engedték el őket. Ugyanebben az évben ismét megtámadtak két jobbágyot, és az egyiket meg is ölték. Valahogyan, valószínűleg nagy anyagi áldozatok árán mentesítették, de 1402 májusában már nem élt.
Tari Lőrinc említette nővérét a délvidéki Macedoniai családnak saját kézzel írt levelében.

### Ifjúkora
Tari László hevesi ispán fiaként született  1370 körül Tar községben, a Rátót nemzetség Tari ágából.  Mivel 1427 után már nincs róla okleveles említés, halálát is ekörülre teszik.
Tari Lőrinc első írásos említése egy 1395. március 3-án kelt oklevélben történik. Ilsvai Leustach nádor, Fejér vármegyei ispán parancsára Meger-i László a nádor, Bereuieche-i Bálint a király és Tapaz-i László az országbíró megbízottja vizsgálatot tartott az esztergomi káptalan Kakas-nak mondott László kanonok révén előterjesztett panasza ügyében; megállapították, hogy Harkya-i Péter, Taar-i István fia László Lőrinc és János nevű fiainak Dragol-i várnagya szekerestől elhajtotta a káptalan jobbágyának, Scenubler-nek nevezett Jánosnak négy lovát a Hont vármegyei Zebehlyeb falu erdejéből, és urai tudta nélkül nem volt hajlandó visszaadni a tulajdonosnak.
1397. február 8., Visegrád. Zsigmond király bizonyítja, hogy Zenthmaria-i Lőrinc nevében Posa-i Benedek fia András által előadott kérésére kiküldötte Az...s-i Péter fia Fábián nádori, Woswar-i István fia Benedek országbírói embereket Bogdanryw faluba, akik György ottani plébánost, Polgár Tamást és a dunarévi hajósokat kihallgatva megállapították, hogy Benedek fia Andrást, amikor Lőrinc ügyében a Paztoh-i János országbíró előtt folyó perben a királyi kúriába igyekezett, a Bogdanryw-i hajósok a jégzajlás miatt nem szállították át a dunai réven, ami miatt a Domozlo-i Miklós fiai: János esztergomhegyfoki Szent Tamás-egyház prépostja és Demeter mester, Taar-i László fiai Lőrinc és János elleni perben, mint felperes nem tudott megjelenni és e miatt elmarasztalták.
Egyik korai említése továbbá egy 1399-es oklevél, amely arról tudósít, hogy a királyi kúriából kiküldött emberek vizsgálatot tartottak Veresegyházon, mert Tari László főesperes apja, Tari István és testvére, Tari Lőrinc állítólagos biztatására 1399. március 2-a körül két négyökrös szekeret vétetett el Mácsai Bekcs fiainak, Bekcsnek és Tamásnak három mácsai és zsidói jobbágyától, amikor a jobbágyok dolguk végeztével hazafelé hajtottak Veresegyházon keresztül. A vizsgálatot végzők Veresegyházon keresték fel Tari Lászlót, aki azt állította, hogy officiálisai — tiszttartói — tudta nélkül jártak el és végül megígérte, hogy az ökröket és a szekereket visszaadja tulajdonosaiknak.

### Főbb tisztségei
Zsigmond a magyar trónt az Anjou-korban felemelkedett bárókkal kötött 1387-es megállapodás alapján foglalta el. 1401-ben az egyezség megszegése miatt felháborodott bárók a Lackfiak vezetésével Budán letartóztatták Zsigmond királyt. Tari Lőrinc ekkor kardot rántva súlyos sebet szerzett a király védelmében:
„Midőn országunk némely főpapjai és mágnásai szembefordultak velünk, és személyünkre kezet emeltek, egyedül Lőrinc, az igazság bajnoka, a kiválasztott vitéz forgolódott irigyeink csapatának közepette, karjának erejével küzdve sokak ellen, s a szemünk láttára öt súlyos sebet kapott.” Az 1403. évi bárói lázadás során is hasonlóképpen kiállt ura mellett.
Lőrinc sorsa jól példázza Zsigmondnak a magyar nemesi társadalomban támaszt kereső politikáját. Zsigmond a hozzá hű köznemeseket különféle hivatali méltóságokkal ruházta föl, hogy emelje tekintélyüket. Így Lőrinc 1405-ben és 1406-ban pohárnokmester lett, ezzel az ország zászlósurai közé emelkedett. Az udvar melletti szolgálattal egyidőben Lőrinc a helyi közigazgatásban is fontos tisztségeket töltött be. A Zsigmondhoz hű nemesség tisztségviselésében új vonás, hogy - szemben a Károly Róbert által folytatott gyakorlattal - a nemesek azokban a vármegyékben is betölthettek hivatalt, ahol birtokaik voltak. Így Lőrinc 1405 és 1407 között a honti és a nógrádi főispán tisztségét tölthette be.
Zsigmond a Lackfi-családdal szemben egy másik főúri csoportosulást próbált létrehozni. Ennek az új bárói ligának, a Cillei és Garai családokkal való szövetségkötésnek a megpecsételésére Zsigmond feleségül vette Cillei Borbálát. Lőrinc 1408-ban az új királyné udvartartásának egyik vezetője lett pohárnok- és asztalnokmesteri, valamint fősáfári minőségben.
A királyhű nemesség összefogásának záró aktusa a Sárkány lovagrend megalapítása volt, melynek később Lőrinc is tagja lett. Erre következtethetünk Tar Lőrinc és feleségének a tari templom déli kapuja feletti címeréből.
Zsigmond támaszt kereső társadalompolitikájának másik vonása a városokra való támaszkodás volt. Ezt a törekvést felismerve Tari Lőrinc 1407. április 26-án kéréssel fordult az uralkodóhoz, melynek hatására Zsigmond király városi kiváltságlevelet adományozott Pásztónak. E privilégiumlevélben a város lakóit a budai polgárokkal egyenlő jogokkal ruházta fel az uralkodó.

### Részvétele a nemzetközi politikában
A Luxemburgi-ház 1400-ban a Wittelsbach családdal szemben elveszítette a német-római császári koronát. Zsigmondnak a német-római császári cím visszaszerzésére irányuló, és ezért egész Európára kiterjedő politikai tevékenységében Lőrinc aktív résztvevő volt. Szembesülnie kellett a kor Európájának legfőbb politikai eseményeivel: az angol-francia százéves háborúval, a német-római császári cím megszerzése körüli küzdelmekkel, illetve az 1378-as nyugati egyházszakadás megszüntetésére való kísérlettel.
Lőrinc 1408. január 10-én királyi oklevelet kért és kapott, hogy ennek birtokában szabadon felkereshesse Európa főbb zarándokhelyeit. Ennek során megfordult Bariban, Krétán, Santiago de Compostellában. Egyes vélemények szerint a zarándoklat ürügyén titkos követségben járt. Kézzelfoghatót az angliai zarándoklatról tudunk. Erre a zarándoklatra azért volt szükség, mert ekkoriban még az angol politika fő iránya a Wittelsbach-házzal kötött szövetségen alapult. A dinasztikus külpolitika korában ezt a szövetséget házassági szerződés jelezte: 1412 táján IV. Henrik angol királynak házassági-szövetségi szerződése volt Wittelsbach Ruprecht német királlyal s fiával a pfalzi palotagróffal. Éppen Tari útja idején kezdett el ettől a szövetségtől távolodni Anglia, s Lőrinc még haza sem tért, mikor angol követek keresték fel Zsigmondot. Egyes kutatók valószínűnek tartják azt is, hogy 1416 szeptemberében Zsigmond király kísérőjeként részt vett annak angliai útján is. Az angol szövetség nem pusztán a rivális Wittelsbach család gyengítését szolgálta, hanem a Zsigmond császárrá koronázásának útjában álló legnagyobb akadály, az egyházszakadás felszámolásának egyik eszköze is lehetett, valamint hozzájárulhatott Zsigmond belpolitikai helyzetének megerősítéséhez is: az angolokkal éppen a százéves háború újabb szakaszát vívó franciák ugyanis az avignoni pápát, a Zsigmond ellenzékének számító Lackfi-ligát támogató XIII. Benedeket támogatták, míg Zsigmond a rómait, XII. Gergelyt. Kézenfekvőnek tűnt emiatt az angol kapcsolat megerősítése.
Lőrincet ott találjuk az 1410 óta császárrá megválasztott Zsigmondnak a skizma megszüntetésére irányuló további tevékenységeinél is. 1414-ben jelen lehetett Zsigmondnak a császári cím előszobájaként szolgáló német királlyá történő aacheni koronázásán, majd a királlyal innen indult tovább a konstanzi zsinatra. Részt vett a zsinaton, illetve elképzelhető, hogy jelen volt az egyház új tanítását, így a purgatórium létét is tagadó Husz János megégetésénél is. Ekkor még viselte a királyné asztalnokmesteri méltóságát is.
Zsigmondnak ezen tervei valóra váltása során a legbiztosabb támaszának Magyarország bizonyult, ezért létfontosságú volt az ország nyugalmának biztosítása. Így 1412-ben a Dalmácia birtoklása miatt Magyarországgal háborúba keveredett Velencével való titkos tárgyalásokra is a már kipróbált diplomata Lőrincet küldte a király(1413.01.20-28.) A tárgyalások eredménye egy 1413-ban öt évre megkötött fegyverszünet lett.
1416. március 1-jén Zsigmond király VI. Károly hívására 800 magyar lovag kíséretében Párizsba érkezik, ahol több mint egy hónapot tölt el. 1418. május 28-án Montbeliard-ban lóval ajándékozza meg Félelemnélküli János (Jean Sans Peur): „magyarországi Lőrinc”-et.

### Halála és leszármazói
Egy 1424-es oklevélben Tari Lőrinc és fia, Rupert együtt szerepelnek. A királlyal elcserélik a drégelyi váruradalmat, melyért két népes Heves vármegyei falut, Jobbágyit és Szurdokpüspökit kapták, továbbá ugyanekkor a király elengedett nekik 1600 aranyforint tartozást.
Utolsó említése egy 1426. augusztus 20-i oklevél, melyben Szajlát, Nagybereket és a siroki vámot Rédei Andrásnak és Demeternek 40 aranyforintért zálogosították el.
1427. június 29-én a csanádi káptalan előtt Tari Lőrincz fia Rupert már egyedül jelenik meg, A kutatók ennek alapján teszik Lőrinc halálát 1426 második fele és 1427 első fele közé.
Vélhetően a tari kegyúri templomban temették el. A templom feltárása során a szentélyben temetkezési nyomok, emberi csontvázak, Rátót címeres sírfedlap kerültek elő. Felvetődik esetlegesen a nemzetség által alapított pásztói hatszögletű kápolna is temetkezési helyként.

## Családja
Felesége: ismeretlen, talán osztrák vagy német,
Gyermeke: Ruppert aki Albert király özvegyének volt udvarmestere, hevesi ispán, az országos tanács tagja,
Unokája: György, Margit, Erzsébet és Zsófia.

## A pokoljárás
Lőrinc, valamint más zarándokok látomásait a modern orvostudomány jórészt a zarándokút követelményei (hosszú böjt, alvásmegvonás, monoton rítusok), valamint az egyes zarándokhelyek természeti adottságai (pl. magas hegy tetején lévő zarándokhelyek esetén oxigénhiányos állapottal, illetve Szent Patrik Purgatóriuma esetén a Purgatóriumot jelentő barlangban meglévő kénes gázokkal) miatt fellépő hallucinációkkal magyarázza. A vallásos magyarázat hívei természetesen spirituális jelentőséget tulajdonítanak a látomásoknak.
A keresztény vallás híveit mindig is foglalkoztatták az eredendő bűn, az ebből fakadó erkölcsi tökéletlenség és az emiatt bekövetkező isteni büntetés problémái. A XIII-XIV. században a keresztény tanításban ezekkel kapcsolatban új elem jelent meg: a Purgatórium, vagy Tisztítótűz. Legismertebb szépirodalmi emléke Dante Isteni színjátéka. A Biblia csak a halálos bűn fogalmát ismeri, ennek megfelelően a bűntől való megszabadulás lehetősége is az isteni kegyelem útján történő megváltásra korlátozódott. Emiatt az ember lelke vagy a Pokolba, vagy a Mennybe juthatott.
A 12-13. század folyamán azonban a teológia eljutott a bocsánatos bűn fogalmának megalkotásához, melyet a Földön vezekléssel, a túlvilágon pedig egy határozott ideig tartó szenvedéssel jóvá lehet tenni. A Tisztítótűz (purgatórium) fogalma is ezzel összefüggésben alakult ki. Ezzel az ember új lehetőséget kapott a bűnöktől való megszabadulásra. Az emberek érdeklődésében emiatt egyre nagyobb hangsúlyt kapott az egyéni lelkiismeret-vizsgálat, az egyénnek a saját üdvösségéért való felelőssége. A vallás egyre inkább eltávolodott attól, hogy pusztán rítusok sora legyen: megerősödött a személyes vallásosság. E folyamatnak a jele a IV. lateráni zsinat 1215-ben híres XXI.(Omnis utriusque sexus) kánonja, mely jóváhagyja az évenkénti gyónás gyakorlatát. Ugyancsak a személyesség megjelenését mutatja a devotio moderna mozgalom megjelenése is. Az egyéni vallásgyakorlás megerősödését előmozdította az a tény is, hogy 1378-as egyházszakadás miatt a római katolikus egyháznak nem volt mindenki által elismert vezetője és szervezete.
Lőrinc útját is a személyes üdvösségkeresés folyamatában lehet elhelyezni.
A „Följegyzés arról a látogatásról, amelyet Rátóti Lőrinc úr, Magyarország vitéze és bárója tett Szent Patrik Purgatóriumában Írország szigetén” címet viseli az a munka, amelyik beszámol Tari Lőrinc pokoljárásáról. A valóságban azonban nincs szó pokoljárásról, mert a vitéz csak a Purgatóriumot láthatja. A mű előképéül a Visio Wettini szolgálhatott.

### Dublinban
A Följegyzés beszámol arról, hogyan érkezett meg Lőrinc Írországba. Zsigmond király még 1408. január 10-én egy levelet állíttatott ki vitéze számára, melyben tisztázza Lőrinc szándékait, illetve arra kéri a vele kapcsolatba kerülő hatalmasságokat, hogy segítsék őt útja során. A király e levelét nemcsak az írországi útra, hanem a Santiago de Compostelában található Szent Jakab szentély felkeresésének megkönnyítésére is adta.
Lőrinc ezen irat birtokában Írországba való megérkezése után felkeresi Dublinban, Írország fővárosában Miklóst, Írország prímását, s a levelet felmutatva arra kérte, hogy segítsen eljutni neki Szent Patrik barlangjához. A prímás erre kísérőlevelet ad Lőrincnek, hogy ezzel eljuthasson az ún. Szentek szigetére (Ulstertől nyugatra), ahol az ún. Purgatórium perjelsége található.

### A Purgatórium szigetén

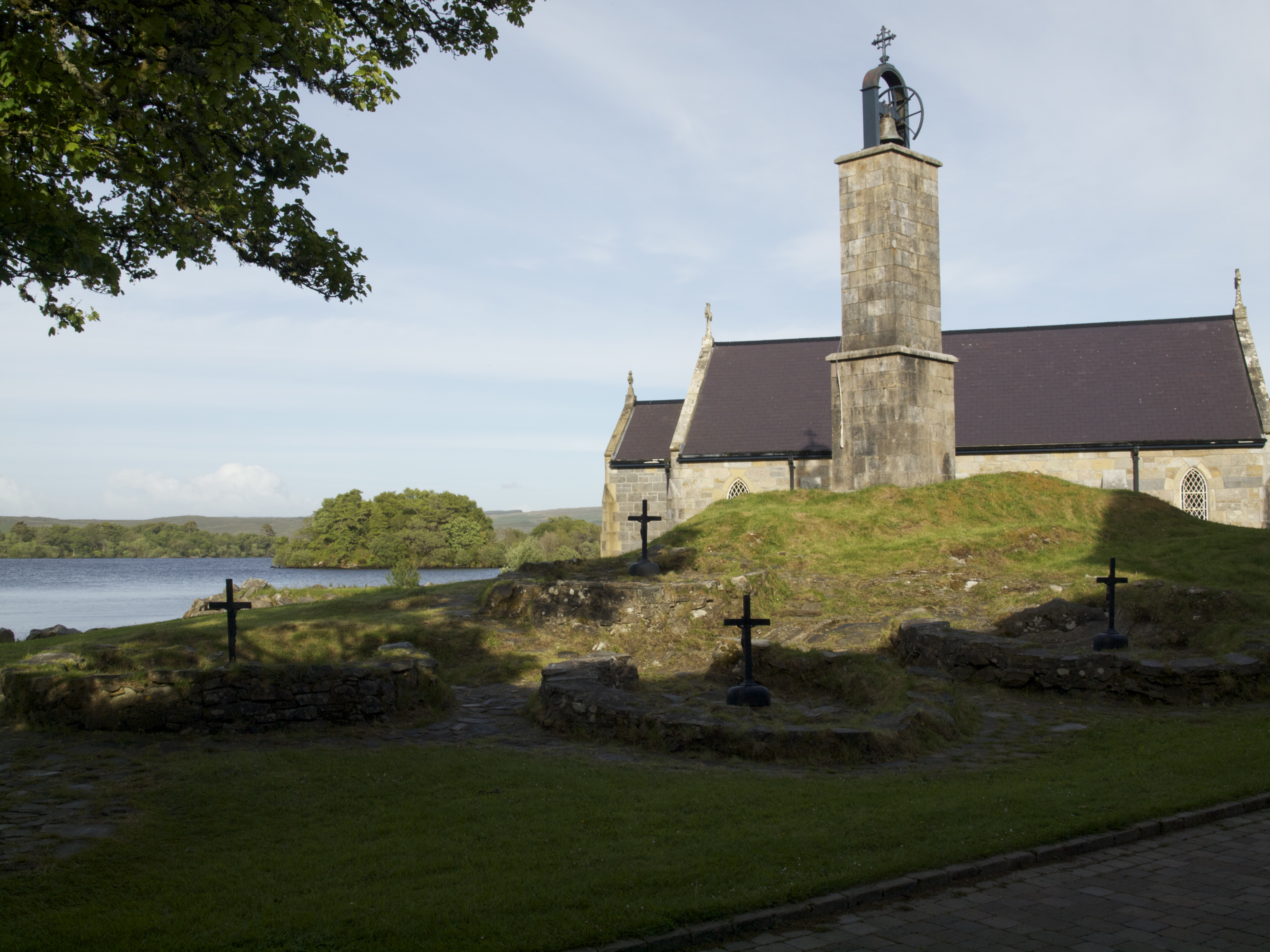
A Purgatórium szigete ma

A perjel figyelmezteti Lőrincet, hogy sokan meghibbantak, illetve meghaltak a barlangban, ahova alászállni készül, ezért csak akkor menjen oda, ha erősnek érzi hitét, illetve, ha előbb 15 napon át böjtöl, kegyes cselekedeteket hajt végre, majd meggyón és megáldozik. A vitéz, félve testi gyengeségétől, csak 5 napot böjtöl, de késznek mondja magát a barlangba alászállani.
A perjel egy kanonokja és Lőrinc társaságában ezután csónakba szállnak, és egy mérföldet evezve a perjelségtől déli irányba eljutnak a Purgatórium szigetére, mely egy tó közepén található. A tó neve az őslakosok nyelvén Lotherge, latinul Stagnum Rubeum (Vörös-tó). Maga a sziget két részre oszlik. Északnyugati része írül Kernagh, latinul Clamoris Insula (Kiáltás-sziget). Ez a Sátán birodalma. A sziget másik része írül Regles, latinul Regula (Törvény). Ez az angyaloknak van szentelve. Itt áll Szent Patrik kápolnája. A perjel ide vezeti Lőrincet. A kápolnában Lőrinc ledobja lábbelijét, átöltöztetik, három kanonoki inget és egy új nadrágot adva rá. Ezután a két klerikus elénekli a halottak litániáját, a temetési szertartással együtt. Az ima meghatározott részéhez érve a perjel bevezeti Lőrincet a kápolna alatti bejárathoz, ahonnan alagút vezet át a sziget másik felén egy földalatti barlangban lévő Purgatóriumba. A perjel meghintve Lőrincet szenteltvízzel bevezeti a bejáraton a vitézt, majd bezárja mögötte a barlang bejáratát azzal, hogy egy nap múlva visszatér.
Lőrinc, bőségesen felszerelkezve ereklyékkel, egy imakönyvvel és egy kilenc részre osztott gyertyával, sűrű imádkozások közepette elindul az alagúton.

### A Purgatóriumban
Az út során négy látomást lát.
Az első látomás két gonosz lélek, akik összeszaggatják Lőrinc három ingét, miközben lábánál fogva vissza akarják rángatni a barlang ajtajához.
A második látomás egy öreg zarándok, aki azt állítja, hogy Jézus közönséges népámító volt, ezért a poklok legmélyére került. Azt ajánlja, hogy Jézust megtagadva kövesse őt, a zarándokot.
A harmadik látomás egy gyönyörű asszony, aki az otthon hagyott kedvesére hasonlít, és vágyai kielégítésére hívja Lőrincet.
A vitéz mindhárom esetben segítségül hívja Krisztus nevét, és visszaemlékezik annak szenvedéseire, így áll ellent a kísértőnek.
A negyedik látomás Mihály arkangyal. Lőrinc először őt is egy kísértőnek gondolja. Azonban Mihály emlékezteti, hogy az ő tiszteletére emeltette a Szent Mihály templomot Taron. Erre Lőrinc elhiszi, hogy tényleg az arkangyal áll mellette. Szent Mihály elvezeti egy mély völgyhöz, melyben lángban égő lelkek szenvednek. Ez a Purgatórium. Az itteni lelkeket csak a jó cselekedet és a gyakori misemondás szabadítja meg a szenvedéstől. Lőrinc sem a Poklot, sem a Mennyországot nem méltó látni, mert még nem halt meg. Lőrinc érdeklődik egy titokzatos, néven nem nevezett barátjáról, hogy ő vajon hol van, a Pokolban, vagy a Mennyben. Az angyal ezt nem árulhatja el. Ezután Szent Mihály visszavezeti Lőrincet a bejárathoz, ahol aztán a perjel rátalál.

### Hazatérés
A perjel ezt követően igazolást állít ki a megtett zarándoklatról. A perjel megemlíti, hogy volt már egy magyar, bizonyos Grisaphan fia György Szent Patrik barlangjában. Lőrinc ezt követően visszatér Dublinba, ahol bemutatja igazolását, aminek hatására sok nemes úr, és főpap érkezik látására. Kérésükre tollba mondja a vele utazó Jacobus Yonge ír jegyzőnek a történetét.

## Tari Lőrinc emlékezete

### Irodalmi hagyatéka
A beszámoló eredeti példánya elveszett. A legrégebbi középkori másolatát tartalmazó kódexet a British Library őrzi. Magyarországon a Gyöngyösi-kódex őrizte meg a Feljegyzést.
Valószínűleg létezett egy Lőrincre építő néphagyomány is, melyet Tinódi Lantos Sebestyén épített be Zsigmond király és császárnak krónikája című elbeszélő művébe. A néphagyomány és Tinódi annyiban tér el az eredetitől, hogy Lőrinc nem beszél arról, hogy látta volna Zsigmond királyt a Purgatóriumban égni. Tinódi viszont úgy tudja, hogy Zsigmond annyira megrémült attól, hogy Lőrinc őt látta szenvedni, hogy elzálogosította a Szepesség városait, hogy abból építse fel engesztelésül a budavári Zsigmond-kápolnát. Tinódi verzióját Heltai Gáspár őrizte meg Cancionále című művében.
Arany János Toldi estéje című művében nem a történelmi Tar Lőrincről van szó. Toldi szerelmében szerepet kap Tar Lőrinc. „Rege szállott régi, néminemü Tarról, Ki pokolt megjárta; ének vala arról; Neve Lőrinc szintén...” Csak névazonosság van a műben. Arany János a mű eredeti verziójában valóban a történelmi Tar Lőrincről akart írni, nemes jelleműként bemutatva.
Tar Lőrinc és Toldi Miklós egyébként nem voltak kortársak.
Lengyel Dénes több évtizedes kutató- és gyűjtőmunkájának eredményeként napvilágot látott "Régi magyar mondák" című gyűjteményébe "Pokoljáró Tar Lőrinc" mondája viszont már a Tinódi Sebestyén költeménye nyomán került be.
Benedek Marcell regénye 1920-ban "Pokoljáró Tar Lőrinc" címen jelent meg. E mű a mű a könnyed olvashatósága miatt a magyar ifjúsági irodalom gyöngyszeme lehet napjainkban is, ugyanakkor ugyanúgy könyvhöz bilincselheti a felnőtt olvasókat is.
Tar Lőrinc Purgatóriumi látogatásának 600. évfordulója alkalmából újra kiadásra került a könyv, eredeti szövegszerkesztése alapján, változtatás nélkül.
http://pokoljaro.nethu.net/%5B%5D
"A magyar ritkaságok" sorozatban, Belia György és Szalai Anna szerkesztésében, V. Kovács Sándor válogatásában, írásaival jelent meg "Tar Lőrinc pokoljárása" (1985) melyből megismerhetők a híres dokumentumok.
Benedek Szabolcs "Parázsvölgy" című regényében az egyik hős Tar Lőrinc, a "Pokol" fejezetben megelevenednek a régi, de el nem felejthető események.
Gáspár Ferenc " A holló felrepül" című regényében követi nyomon a középkori eseményeket, főképpen Tar Lőrincét, aki a gyermekkorának elveszett hitét keresi, mely nélkül nem élhet az ember.
Tar Károly "Itt és ott", versek és képek gyűjteményében jelent meg a "A pokol tornácán" című verse, melyben az író személyes élményei tárulnak fel Tar Lőrinc kapcsán.
Pászti Szabó Zoltán "Tar Lőrinc pokoljárása" elbeszélő költeménye 4 énekben varázsolja elénk a régmúltat.

### Tárgyi hagyatéka
Fennmaradtak Lőrinc udvarházának romjai , a Rátót nemzetség Taron, illetve Pásztón építtetett temploma , valamint fennmaradt egy Tari Lőrinc által írt levél. A Tari-családból származó Tari Margit nőül ment a kisnánai Komploti Jánoshoz. A kisnánai vár megőrizte a Tariak címerét is.

### Tar település

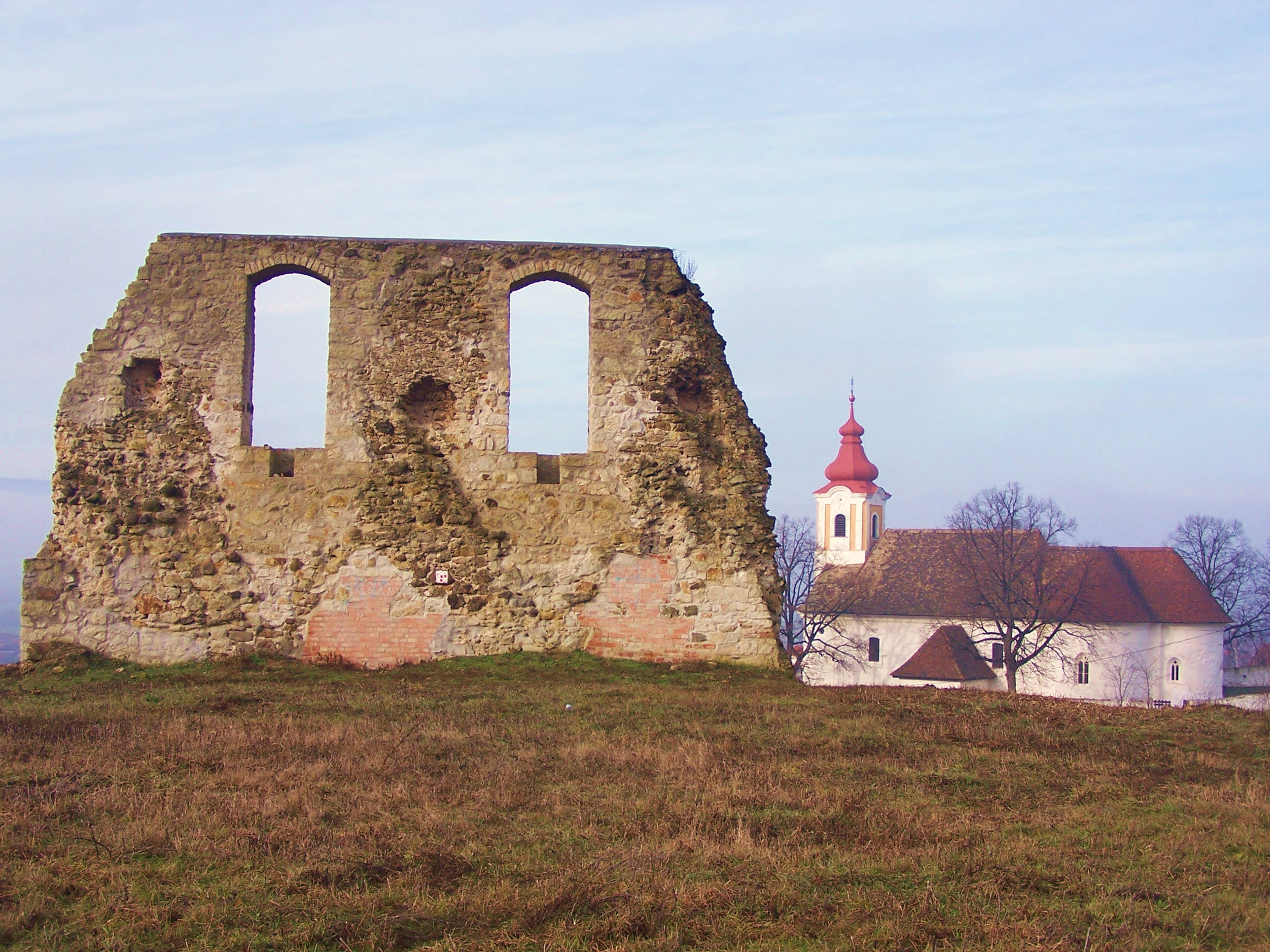
Az udvarház romja, háttérben a templom

Tar település, (jelenleg község), amelynek nevét vette fel az akkori szokások szerint a Rátót nemzetség itt birtokos ága Tari Lőrinc nagyapja, István idején. 
Tar község 2011 szeptemberében a Tar Lőrinc Baráti Kör kezdeményezésére és a Tar Községért Alapítvány támogatásával a helyi társadalmi szervezetek, az általános iskola és óvoda részvételével egy hetes program sorozattal emlékezett meg Tari Lőrinc purgatóriumi látogatásának 600. évfordulójáról.